# Grant County (Kansas)
Grant County ist ein County im Bundesstaat Kansas der Vereinigten Staaten. Das U.S. Census Bureau hat bei der Volkszählung 2020 eine Einwohnerzahl von 7352 ermittelt.
Der Verwaltungssitz (County Seat) und einzige Stadt ist Ulysses. Das County gehört zu den Dry Countys, was bedeutet, dass der Verkauf von Alkohol eingeschränkt oder verboten ist.

## Geographie
Das County liegt fast im äußersten Südwesten von Kansas, ist jeweils etwa 45 km im Westen von Colorado und im Süden von Oklahoma entfernt und hat eine Fläche von 1489 Quadratkilometern ohne nennenswerte Wasserfläche. Es grenzt im Uhrzeigersinn an folgende Countys: Kearny County, Finney County, Haskell County, Stevens County, Stanton County und Hamilton County.

## Geschichte
Grant County wurde am 6. März 1873 als Original-County aus freiem Territorium gebildet. Benannt wurde es nach Ulysses S. Grant, einem General der Nordstaaten im Amerikanischen Bürgerkrieg und 18. US-Präsident.
Im Graham County liegt eine National Historic Landmark, die Lower Cimarron Spring. Insgesamt sind 4 Bauwerke und Stätten des Countys im National Register of Historic Places eingetragen (Stand 29. August 2017).

## Demografische Daten

Alterspyramide des Grant Countys (Stand: 2000)

Nach der Volkszählung im Jahr 2000 lebten im Grant County 7909 Menschen. Davon wohnten 71 Personen in Sammelunterkünften, die anderen Einwohner lebten in 2742 Haushalten und 2097 Familien. Die Bevölkerungsdichte betrug 5 Einwohner pro Quadratkilometer. Ethnisch betrachtet setzte sich die Bevölkerung zusammen aus 77,00 Prozent Weißen, 0,21 Prozent Afroamerikanern, 0,86 Prozent amerikanischen Ureinwohnern, 0,37 Prozent Asiaten und 19,46 Prozent aus anderen ethnischen Gruppen; 2,10 Prozent stammten von 2 oder mehr Ethnien ab. 34,67 Prozent der Bevölkerung waren spanischer oder lateinamerikanischer Abstammung.
Von den 2742 Haushalten hatten 43,6 Prozent Kinder unter 18 Jahren, die mit ihnen gemeinsam lebten. 66,4 Prozent waren verheiratete, zusammenlebende Paare, 7,1 Prozent waren allein erziehende Mütter und 23,5 Prozent waren keine Familien. 21,0 Prozent aller Haushalte waren Singlehaushalte und in 8,2 Prozent lebten Menschen mit 65 Jahren oder darüber. Die Durchschnittshaushaltsgröße betrug 2,86 und die durchschnittliche Familiengröße betrug 3,34 Personen.
32,8 Prozent der Bevölkerung waren unter 18 Jahre alt. 8,7 Prozent zwischen 18 und 24 Jahre, 28,7 Prozent zwischen 25 und 44 Jahre, 20,2 Prozent zwischen 45 und 64 Jahre und 9,6 Prozent waren 65 Jahre alt oder älter. Das Durchschnittsalter betrug 31 Jahre. Auf 100 weibliche Personen kamen 100,7 männliche Personen. Auf 100 Frauen im Alter von 18 Jahren und darüber kamen 97,5 Männer.
Das jährliche Durchschnittseinkommen eines Haushalts betrug 39.854 USD, das Durchschnittseinkommen einer Familie betrug 44.914 USD. Männer hatten ein Durchschnittseinkommen von 34.464 USD, Frauen 22.000 USD. Das Prokopfeinkommen betrug 17.072 USD. 6,5 Prozent der Familien und 10,1 Prozent der Bevölkerung lebten unterhalb der Armutsgrenze.

## Orte im County
- Hickok
- Ryus
- Stano
- Ulysses

Townships
- Lincoln Township
- Sherman Township
- Sullivan Township